# Noies enamorades
Noies enamorades (títol original en anglès Girls in Love) és una sèrie de televisió basada en el llibre de Jacqueline Wilson, Girls in Love.
La sèrie tracta sobre una noia anomenada Ellie que viu amb el seu pare en un apartament de Londres. A Ellie li fascina dibuixar i cada vegada que té un problema o situació difícil no dubta a expressar-ho amb un dels seus grandiosos dibuixos. La sèrie mostra com Ellie i les seves amigues, Nadia i Magda, s'enfronten a diverses situacions, sobretot amoroses, que les ajuden a madurar.
La sèrie comença a ser presentada a l'Amèrica Llatina a partir de novembre de 2008 pel canal Boomerang. A Catalunya s'ha vist pel Canal Súper 3, en anglès i català.

## Argument
La sèrie comença amb Ellie i el seu pare vivint sols en un apartament a Londres. Quan Ellie entra en 9è grau, es troba que les seves amigues, Nadine i Magda, ja han aconseguit els seus primers nuvis, per la qual cosa comença a preocupar-se per ser "l'única en l'escola que mai ha besat". Encara que després d'un temps, amb ajuda del seu "amic especial" Dan, Ellie aconsegueix donar el seu primer petó. Però la seva relació amb Dan dura poc, ja que Ellie no troba un "pinck" quan es besen. En l'avanç de la sèrie, el pare de Ellie es casa amb la seva nòvia Anna, amb qui posteriorment tenen un fill. Ellie coneix a un noi de 16 anys anomenat Russell a qui també li agrada dibuixar i, aquesta vegada, Ellie si sent el "pinck" al besar amb ell. No obstant això, Rossell no resulta ser el noi ideal tampoc, ja que menteix a Ellie en diverses situacions per al seu propi benefici. Després, Ellie i les seves amigues decideixen fer un experiment: provar que nois i noies poden ser amics, per això es fan amigues d'un noi nou de la seva escola anomenat Darius. No obstant això, quan Ellie descobreix que està enamorada d'ell, Magda, sense saber el que sent Ellie, declara que a ella també li agrada i comença una relació Darius. Però duren poc temps junts, i al temps després Darius es comença a enamorar d'Ellie.

## Personatges
- Ellie Allard (Olivia Hallin)

Ellie Allard, una noia de 14 anys, simpàtica, bonica, intel·ligent, pèl-roja i pigada, i amb un gran talent per al dibuix... Ellie té un diari, que és més, un quadern de dibuix. Però, mitjançant els dibuixos, expressa els seus sentiments o pensaments o successos, perquè ella diu, que "té un problema igual que el seu pare per expressar el que sent". Sovint té records del seu pare i la seva mare. El més comú és quan tenia 5 anys, quan la seva mare i el seu pare estaven ballant al parc mentre ella els observava d'amagat darrere d'un arbre. A la sèrie, veiem, com els afegeix detalls amb dibuixos als personatges en el transcurs de les escenes. Ellie té 2 millors amigues. Nadine, a la qual tots anomenen "Nadia" i Magda, amb les quals es porta molt bé. Encara que a vegades tenen les seves petites baralles. Viu amb el seu pare, Mark Allard, en un departament a Londres, en què molt aviat també es muda Anna, la nòvia del pare de Ellie, qui després, es converteix en la seva dona, i en la seva madrasta. Primer li semblava una "bruixa" però després, es van fer bones amigues. Al principi, Ellie deia al seu pare, quan es veia amb Anna: "- I què hi ha de la mare?" però després, no li va importar, i es posava molt contenta. Es casen i tenen un fill, a qui anomenen Benedic. Ellie ha tingut tres nuvis. El primer, Dan, un noi de 12, o com Ellie deia "El noi de vuitè". Va acabar amb ell, perquè li semblava que, besar-se amb un noi més petit que ella estava malament, molt malament. I perquè no hi havia "pink" al besar-se, com li va dir Nadia. Després hi ha Rusell, el "Nuvi perfecte" però, poc després, s'assabenta que no és així. Doncs va llegir el seu diari, va robar un dibuix per entrar en una competència d'art en què Ellie ajudava, i es fa petó amb la seva amiga Magda. I finalment, aquesta, Darius, qui al principi va ser part de l'experiment de Nadia, Magda i Ellie, el qual es deia "nois i noies, també poden ser amics", però després que Nadia i Magda, en una pijames amb el noi, admeten els seus sentiments, Ellie s'adona que ella també està enamorada d'ell. Llavors, en retirar-Nadia, ja que diu que "no és el seu tipus", Ellie decideix "jugar brut" i sabotejar la captura de Darius, que planeja fer Magda. Però els seus plans fallen, doncs, Darius acaba sent el nòvio de Magda. Però poc després, aquests sentiments s'acaben, i s'enamora de Ellie. Qui, accepta ser la seva nòvia en l'últim capítol de la sèrie, en el ball escolar, dómde havien d'anar disfressats. Ellie va d'índia, i Darius de pistoler. Després, acaben sent nuvis. I Ellie,, parla del feliç que se sent ...
- Nadia (Amy Kwolek)

És una noia gòtica de 14 anys una mica pessimista, però molt intel·ligent i sensible. El que vol és trobar un grup de rock, de manera que sempre està embolicada en audicions. Nadia és la millor amiga de Ellie des que elles eren petites. Nadia és totalment diferent a la resta de la seva família, pel que es porta molt malament amb la seva germana Natasha, que sempre aconsegueix el que vol i sempre l'està ficant en problemes amb els seus pares.
- Magda (Zaraah Abrahams)

Magda és una bonica noia morena de 14 anys. Només perquè ha escoltat molt de la seva germana sobre nois ja es creu l'experta. Ella és la nova amiga de Nadia i Elli tot i que moltes vegades s'ha barallat amb elles pels nois. Li solen agradar els mateixos nois que a les seves amigues, i encara que gairebé sempre ella aconsegueix sortir amb ells, no és per molt de temps.
Pare de Ellie (Ian Dunn) 
És un artista, una mica desmanegat, ja acabant l'època dels seus 30's, tot i així té una bella núvia també artista anomenada Anna, la qual, després d'un temps, es trasllada amb ell i Ellie. Posteriorment, el pare de Ellie i Anna tenen un fill anomenat Benedict.
- Dan (Tom Woodland)

És un graciós noi de 13 anys que s'enamora d'Ellie i la persegueix fins a guanyar-se el seu cor. És una cosa així com un nerd rar de 8 ° grau però molt sociable. Un dia en la festa del seu germà gran es troba amb Ellie i es besen molt romànticament i des d'allà comencen els problemes per Ellie, que creu que perdrà el seu estatus per ser nòvia d'un nerd un any menor que ella. I per això decideix deixar-lo enrere i buscar nois de la seva edat.
- Russell (Adam Paul Harvey)

És el segon noi amb qui Ellie té una relació, i el seu primer nòvio oficial. Té 16 anys i li agrada dibuixar igual que Ellie. Rusell coneix Ellie al cafè que freqüenta, li fa la conversa i es besen i es tornen nuvis el mateix dia. Però els problemes comencen aviat: Russell faltant a cites, copiant un dibuix d'Ellie per a un concurs, llegint el seu diari i, quan Russell li diu a Ellie que l'estima, ella no li correspon en aquest moment. No obstant això, quan els pares de Russell se'n van, ell fa una festa en la qual Ellie decideix dir-li que també l'estima, però una estona després el troba besant-se amb la seva amiga Magda. Ellie s'enutja amb tots dos, però Nadine decideix ajudar-la i demostren que Russell li ha estat mentint a Ellie. Així doncs Ellie decideix acabar amb ell.
- Darius (ALP Haidar)

És un noi nou a l'Escola. Magda, Ellie i Nadia decideixen fer un experiment, aquest es basa en el fet que els nois i les noies poden ser amics. Darius és el seu "conillet d'índies", ja que l'era un noi "prohibit" perquè: tenia nòvia, anava al seu mateix grau, etc. Després d'un temps Magda s'enamora d'ell i comencen una relació, però no dura gaire. I Darius perd la seva amistat amb les noies. Després d'un temps es torna a acostar-se a Ellie perquè nota que s'està enmorando d'ella. Un dia Darius li deixa un correu de veu en el qual diu que l'estimava però ella no ho escolta, perquè està amb el seu germanet (Benedict) a l'hospital. Després que Ellie els escolta i es dona COMPTE que ja és tard per anar-lo a buscar però la mare de Darius s'oblida dels passaports i això fa que hagin de postergar el viatge.
Darius va poder anar al ball es va besar amb Ellie i li va dir tot el que sentia per ella